# Turkije op het Eurovisiesongfestival 1983
Turkije nam deel aan het Eurovisiesongfestival 1983 in München, West-Duitsland. Het was de 6de deelname van het land aan het Eurovisiesongfestival. Het lied werd gekozen door middel van een nationale finale. 

## Selectieprocedure
De kandidaat voor Turkije op het Eurovisiesongfestival werd gekozen door een nationale finale die plaatsvond op 4 maart 1983 in de studio's van de nationale omroep TRT. In totaal werden er acht liedjes gekozen die meededen in de finale. De winnaar werd gekozen door een jury.
| Volgorde | Artiest                     | Lied      | Punten | Plaats |
| -------- | --------------------------- | --------- | ------ | ------ |
| 1        | Vedat Sakman                | Müzisyen  |        |        |
| 2        | Hakan Sıvacı                | Boğaziçi  |        |        |
| 3        | Aysegül Aldinç              | Heyecan   |        | 3      |
| 4        | Mehmet Senpeç               | Yaşayamam |        |        |
| 5        | Coşkun Demir                | Dön bana  |        |        |
| 6        | Çetin Alp & The Short Waves | Opera     |        | 1      |
| 7        | Mavi Yolcular               | Heyamola  |        |        |
| 8        | Beş Yıl Önce, On Yıl Sonra  | Atlantis  |        | 2      |

## In München
In München trad Turkije op als zesde land net na Italië en voor Spanje. Op het einde van de stemming bleek dat het land geen enkel punt had ontvangen en bijgevolg als laatste was geëindigd. 

### Gekregen punten

#### Finale
| 12 punten | 10 punten | 8 punten | 7 punten | 6 punten |
| --------- | --------- | -------- | -------- | -------- |
|           |           |          |          |          |
| 5 punten  | 4 punten  | 3 punten | 2 punten | 1 punt   |
|           |           |          |          |          |

### Punten gegeven door Turkije

#### Finale
Punten gegeven in de finale:
| 12 punten | Joegoslavië         |
| 10 punten | Oostenrijk          |
| 8 punten  | Luxemburg           |
| 7 punten  | Zweden              |
| 6 punten  | Noorwegen           |
| 5 punten  | Verenigd Koninkrijk |
| 4 punten  | Italië              |
| 3 punten  | Finland             |
| 2 punten  | Nederland           |
| 1 punt    | Denemarken          |